# Dolhești, Suceava
Dolhești là một xã thuộc hạt Suceava, România. Dân số thời điểm năm 2002 là 4070 người.